# Daniel Ramseier
Daniel Ramseier (* 29. Juli 1963 in Zürich) ist ein ehemaliger Schweizer Dressurreiter.

## Leben
Ramseier ist der Sohn von Doris Ramseier (* 1939), die ebenfalls eine ehemalige Schweizer Dressurreiterin und Olympiateilnehmerin ist.
Bei den Weltmeisterschaften im Dressurreiten 1986 in Kanada gewann Ramseier zusammen mit Christine Stückelberger, Claire Koch und seiner Mutter Doris die Bronzemedaille hinter Deutschland und den Niederlanden. Vier Jahre später konnte Ramseier erneut Bronze mit der Schweizer Mannschaft bei den inzwischen in Weltreiterspiele umbenannten Weltmeisterschaften 1990 in Stockholm gewinnen.
1987 nahm Ramseier auf Orlando CH und zusammen mit Stückelberger, Otto Hofer und Ulrich Lehmann das erste Mal an den Europameisterschaften im Dressurreiten in Goodwood House teil, wo er mit seiner Mannschaft hinter der BRD die Silbermedaille gewann. Zwei Jahre später trat er mit Hofer, Lehmann sowie Samuel Schatzmann erneut in der Mannschaftsdressur bei der EM 1989 in Bad Mondorf an und erreichte diesmal hinter der BRD und der Sowjetunion für die Schweiz den Bronzerang.
Bei den Olympischen Spielen 1988 in Seoul gewann er auf Random zusammen mit Hofer, Schatzmann und Stückelberger die Silbermedaille in der Mannschaftsdressur hinter dem westdeutschen Team und vor Kanada. In der Einzeldressur belegte er den elften Platz.
Zwölf Jahre später trat er erneut bei den Dressurwettbewerben der Olympischen Spiele 2000 in Sydney an, verpasste hier allerdings mit Platz 13 in der Einzeldressur sowie Platz 7 mit dem Schweizer Team in der Mannschaftsdressur olympische Medaillen. Auch bei den Dressurwettbewerben der Olympischen Spiele 2004 in Athen konnte Ramseier nicht mehr an seinen Erfolg von Seoul anknüpfen; hier wurde er nur 45. in der Einzeldressur sowie 10. mit der Schweizer Mannschaft in der Mannschaftsdressur.